# Enrique Sorrel
Enrique Sorrel Contreras (* 3. Februar 1912 in Linares; † 26. Oktober 1991 in Santiago de Chile), auch bekannt unter dem Spitznamen El Tigre ("Der Tiger"), war ein chilenischer Fußballspieler. Er spielte als Mittelfeldspieler oder Rechtsaußenstürmer und nahm mit der Nationalmannschaft seines Heimatlandes an drei Copa Américas teil.

## Spielerkarriere

### Vereinskarriere
Enrique Sorrel wurde 1929 von dem Verein Audax Italiano unter Vertrag genommen, nachdem dieser bei der Regionsmeisterschaft nach Santiago de Chile gereist war, um seine Region zu vertreten. Mit Audax ging er von Januar bis Oktober 1933 auf eine Drei-Amerika-Tour, wo die Mannschaft insgesamt 59 Spiele gegen Teams aus Nord-, Mittel- und Südamerika spielte.
Im September 1934 wechselte Sorrel zum CSD Colo-Colo, der schon über deutlich professionellere Strukturen verfügte. In seiner ersten Saison erzielte El Tigre acht Tore. 1937 und 1941 holte Enrique Sorrel mit Colo-Colo die Meisterschaften, in denen das Team unbesiegt blieb. Zusammen mit Alfonso Domínguez bildete er ab 1939 bei Colo-Colo ein kongeniales Duo, das 1939 den Titel holte.

### Nationalmannschaft
Enrique Sorrel gab sein Debüt für Chile beim Campeonato Sudamericano 1935 gegen Argentinien. Chile verlor das Spiel mit 4:1 und auch die weiteren beiden Partien, in denen Sorrel nicht eingesetzt wurde. Beim Campeonato Sudamericano 1939 spielte Sorrel alle vier Partien und erzielte zwei Tore. El Tigre traf bei der 1:5-Niederlage gegen Paraguay zur Führung und per Elfmeter beim 4:1-Erfolg im letzten Spiel gegen Ecuador. Chile wurde mit einem Sieg Vierter der fünf Teilnehmer. Der Campeonato Sudamericano 1941 im eigenen Land begann vielversprechend. Nach einem Sieg gegen Ecuador, bei dem Sorrel zwei Tore erzielte, und einem Sieg gegen Peru standen mit Uruguay und Argentinien noch die beiden besten Mannschaften Südamerikas auf dem Spielplan. Diese beiden Partien verlor Chile, so dass Sorrel und sein Team letztlich Dritter wurden. Die 0:1-Niederlage gegen Argentinien war auch zugleich das letzte Länderspiel Sorrels.

## Trainerkarriere
Nach seiner Spielerkarriere arbeitete Sorrel beim Staat in der Dirección de Informaciones y Cultura. 1947 nahm der ehemalige Nationalspieler das Angebot des CSD Colo-Colo an und übernahm das Team als Trainer. Mit deutlichem Abstand zum Tabellenzweiten Audax Italiano führte er Colo-Colo zur Meisterschaft 1947. 
1955 übernahm Sorrel noch einmal den Zweitligisten CD San Luis de Quillota. Vor dem letzten Spieltag lag San Luis zwei Punkte vor Konkurrent Unión La Calera und musste zu CD Trasandino de Los Andes reisen. Aufgrund der vielen Fans, die mit dem Zug anreisten, kam es zu Verzögerungen und letztlich zum Abbruch der Partie. Allerdings konnte La Calera ihre Begegnung gegen die Universidad Técnica del Estado nicht gewinnen, so dass San Luis Meister wurde und erstmals in die Primera División aufstieg.

## Erfolge

### Spieler
- Chilenischer Meister: 1937, 1939, 1941
- Chilenischer Pokalsieger: 1938, 1940

### Trainer
- Chilenischer Meister: 1947
- Segunda División: 1955